# اقبال حسین
اقبال حسین (بنگالی: ইকবাল হোসেন؛ زادهٔ ۷ ژوئیهٔ ۱۹۷۵) بازیکن فوتبال اهل بنگلادش بود.
وی همچنین در تیم‌های ملی فوتبال زیر ۲۰ سال بنگلادش و بنگلادش بازی کرده است.
وی در مسابقات کشوری و بین‌المللی در مجموع برندهٔ ۱ مدال طلا شده است.